# Жиляков, Арсений Иванович
Арсе́ний Ива́нович Жиляко́в (13 [25] февраля 1879, Могильное, Тобольская губерния — 15 августа 1921, Барнаул) — русский писатель, журналист, литератор. Редактор газеты «Степь» (Троицк).

## Биография
Арсений Жиляков родился 13 (25) февраля 1879 года в крестьянской семье в селе Могильном Могилевской волости Курганского округа Тобольской губернии Западно-Сибирского генерал-губернаторства, ныне село Рассвет входит в Мокроусовский муниципальный округ Курганской области.
Рано остался без матери, воспитывался под присмотром мачехи.
Окончил сельскую приходскую школу, работал писцом в полиции, канцелярии мирового судьи (в городе Кургане, потом в городе Тюмени).
Восторженно встретил революцию 1905 года. В 1906 году был выслан за революционные настроения в родное село.
С 1910 года — редактор газеты «Степь» (город Троицк Оренбургской губернии, ныне Челябинская область).
В 1913 приехал в город Барнаул Томской губернии (ныне Алтайский край), но вскоре уехал в Ново-Николаевск, ныне Новосибирск, где работал в газете «Сибирская новь». Затем некоторое время служил помощником волостного писаря. Долго нигде не работал из-за пристрастия к алкоголю.
В 1915 году переехал в город Барнаул Томской губернии (ныне Алтайский край). Работал в газете «Жизнь Алтая» корректором, хроникёром и судебным репортёром.
В 1917—1920 годах входил в литературное объединение «Агулипрок» (Алтайский губернский литературно-продовольственный комитет), созданное Порфирием Алексеевичем Казанским и Глебом Михайловичем Пушкарёвым в Барнауле.
Вместе с Артемием Ильичом Ершовым, Степаном Ильичом Исаковым, Порфирием Алексеевичем Казанским входил в инициативную группу по изданию книжной серии — «Библиотека „Сибирский рассвет“», в которую вошли произведения сибирских литераторов и писателей о Сибири.
Арсений Иванович Жиляков погиб в результате несчастного случая: заночевав в нетрезвом виде у знакомых, он ночью захотел во что бы то ни стало выбраться из запертой хозяевами для его же безопасности комнаты. Открыл окно и хотел спуститься со второго этажа при помощи простыни и одеяла, но сорвался, расшибся и умер не приходя в сознание через три дня 15 августа 1921 года в городе Барнауле Барнаульского уезда Алтайской губернии, ныне город — административный центр Алтайского края.

## Творчество
В 1906 году начал сотрудничать с газетами «Омич», «Омский телеграф», позднее — с газетой «Омское слово», редактируемой Георгием Гребенщиковым, где опубликовал более 10 зарисовок, эскизов, рассказов.
Сотрудничал с газетами «Приуралье» (Челябинск), «Пермский край», «Курганский вестник», «Юг Тобола» (Курган), «Сибирская жизнь» (Томск), «Алтайское дело» (Новониколаевск), «Алтай» (Бийск) и другими.
С 1910 по 1917 год написал около двадцати пяти рассказов и зарисовок.
В 1918 году в книжной серии «Библиотека „Сибирский рассвет“» вышла единственная прижизненная книга «В тихих лесах». Тираж книги составил 30 000 экземпляров — «цифра для этого времени колоссальная».
В июле 1918 года публикует крупное для него произведение — «Мирское дело». В последние годы жизни создал рассказы «В притоне» и «Яма» (опубликован в журнале «Сибирский рассвет»), цикл рассказов «Во мгле», пьесу «Северные зарницы», завершил трилогию «У истоков жизни».

## Избранная библиография
- В тихих лесах: Рассказы. — Барнаул: Изд-во Культ-просвет. отд. алт. кооперативов, 1918. — 32 с. — тираж 30 000 экз. — (Б-ка «Сибирский рассвет», № 5).
- Арсений Жиляков. Дело мирское: Рассказы. Степан Исаков. Недра жизни: Повести, рассказы, очерки / Сост., примеч., послесл. Н. Н. Яновского. — Иркутск: Вост.-Сиб. кн. изд-во, 1986. — 416 с., ил. — тираж 150 000 экз. — («Литературные памятники Сибири»).